# (14877) Zauberflöte
(14877) Zauberflöte, désignation internationale (14877) Zauberflote, est un astéroïde de la ceinture principale.

## Description
(14877) Zauberflote est un astéroïde de la ceinture principale. Il fut découvert le 19 novembre 1990 à La Silla par Eric Walter Elst. Il présente une orbite caractérisée par un demi-grand axe de 3,04 UA, une excentricité de 0,07 et une inclinaison de 12,3° par rapport à l'écliptique.

## Compléments